# 不降
不降（前1831年—？），姒姓，名不降，一作降或江成，是中国上古夏朝第十一任君主。泄之子，孔甲的父亲，扃的哥哥。
《古本竹書紀年》稱不降在位59年，在位第6年討伐了九苑。